# سیف الدین تنکز

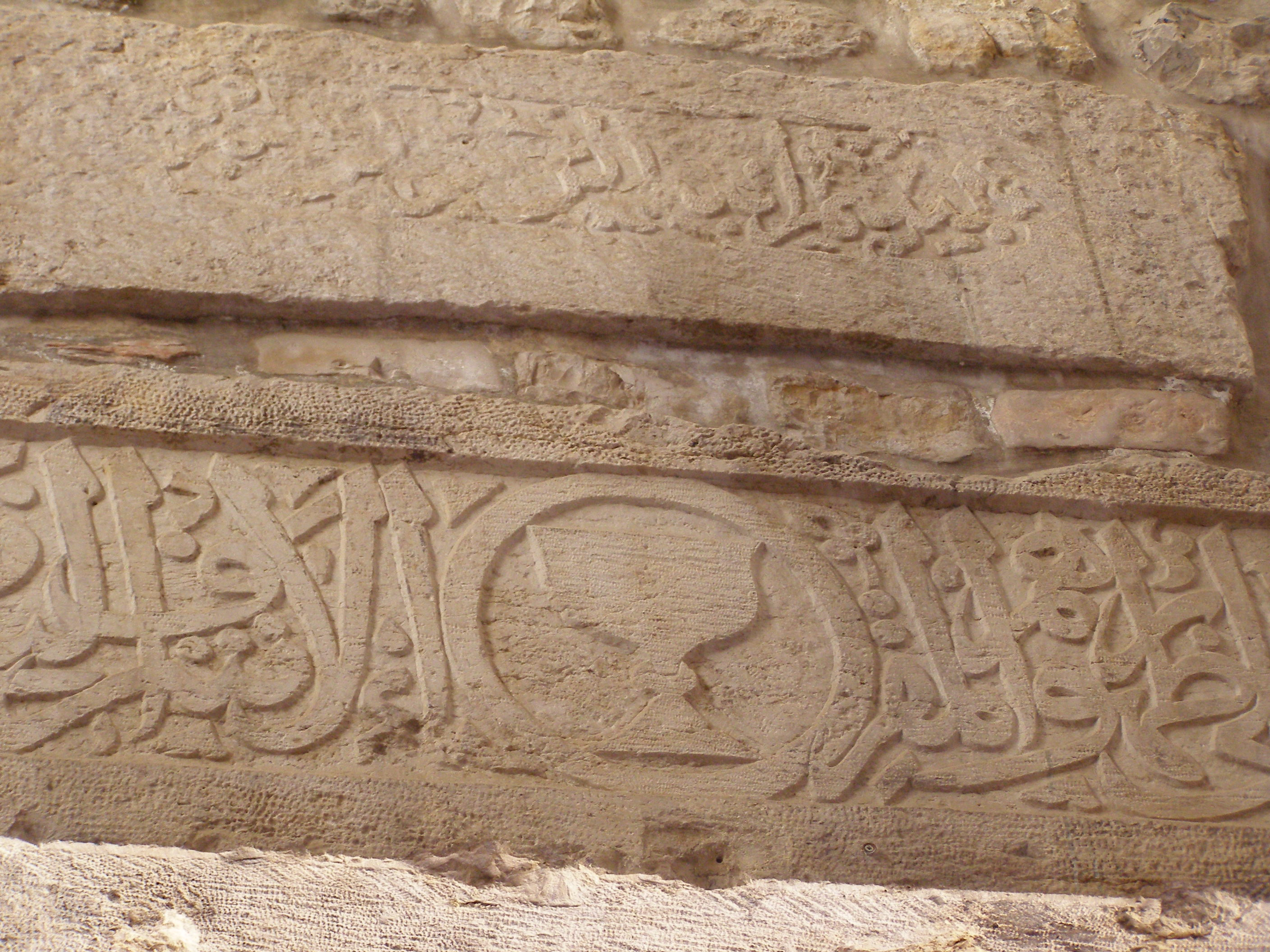
نماد جام حک شده بر روی بنا.

سیف الدین ابوسعید حسامی ناصری، مشهور به سیف الدین تنکز، نایب السلطنه دمشق است که بناهای بسیاری را در دمشق و بیت المقدس بنا نهاده و وقف نموده است.

## سرگذشت
از زادگاه و تاریخ دقیق تولد وی اطلاعاتی در دست نیست. برخی منابع چون ابن کثیر سال ولادتش را ۶۸۰ گزارش کرده اند. وی به جهت خریداری شدن توسط حسام الدین لاجین از ممالیک بحری به حسامی شهرت یافت. در پی کشته شدن لاجین به سال ۶۹۸ در نبرد با مغولان، تنکز به خاصکیِ سلطانِ مملوکی (الملک الناصر) شد. به همین جهت به ناصری شهرت یافت. تنکز در این دوران، ابتدا به فرماندهی عشره، یکی از واحدهای نظامی ممالیک منصوب شد. پس از آن به نمایندگی از سلطان به دمشق رفته و پس از بدرفتاری نایب السلطنه دمشق با وی، توسط سلطان ابتدا به نیابت السلطنه در مصر و سپس در دمشق منصوب شد. وی نزدیک به سه دهه در دمشق حکمرانی کرد. از جمله اقدامات وی در دوران سلطنت بر مصر، فتح ملطیه در محرم ۷۱۵ به جهت شکایت مردم آن دیار از بدرفتاریهای امیر چوبانِ جلایر بوده است. این اقدام وی تاثیر بالایی در تثبیت جایگاهش داشت. از همین رو وی نزدیک به ۲۹ سال بر دمشق حکمرانی کرد در حالی که عمر برخی از نایب السلطنه ها به شش ماه نیز نمی‌رسید. وی موفق شد در این دوران امنیت کامل را بر دمشق حاکم نماید.
تنکز دخترش را به عقد سلطان در آورد؛ سلطان نیز در مقابل، قصد کرد تا دو دخترش را به عقد دو پسر تنکز در بیاورد اما با سعایت برخی اطرافیان، از این امر منصرف شد. رابطه تنکز و سلطان بسیار گرم شد تا آنجا که اهدای القاب بسیار و اموال فراوانی را از جانب سلطان به وی گزارش کرده اند. این رابطه خوب، سرانجام در سال ۷۴۰ با فرستادن سپاهی از جانب سلطان به دمشق، از بین رفت. تنکز با اعتماد به وعده های امیران مصری، خود را تسلیم کرد. در نهایت در نیمه محرم ۷۴۱، تنکز در زندان از دنیا رفت. برخی منابع از کشته شدن وی گزارش کردند. سه سال بعد، جسدش در رجب ۷۴۴ به دمشق منتقل شد و در کنار جامع تنکز دفن گردید. بعدها به این مکان تربت تنکز گفتند. منابع در علت این اختلاف و لشکرکشی، سعایت برخی فرماندهان نزد سلطان را ذکر کرده‌اند. برخی منابع دیگر از اقدامات مخالف دستور سلطان یاد کرده اند. از جمله بی اعتنایی به توصیه و نگرانی سلطان نسبت به بدرفتاری متقابل حاکمان فرنگی با مسلمانان آن سرزمین و عدم رعایت دستور سلطان در خصوص ارسال اموال گرفته شده از نصارا به قاهره.

## اقدامات عمرانی
در دوران نیابت تنکز، مغولان به دمشق حمله ای نکردند و او با اتکا به این موقعیت، در آبادانی دمشق کوشید. دمشق در این دوران به اوج شکوفایی خود رسید و ساختمان سازی و ایجاد بناهای عام المنفعه رونق یافت. از جمله اقدامات وی، تعریض خیابانها و سنگفرش کردن آنها بود که رضایت عمومی را فراهم آورد. برخی از این ساختمان های عام المنفعه که به دست تنکز تاسیس شد، عبارتند از:
- دارالقرآن و الحدیث تنکزیة
- کاخ قَطایع
- مقبره سُتَیْته (همسر تنکز)
- مسجد جامع تنکز[۲]

اقدامات عمرانی تنکز به دمشق محدود نشد و بناهای عمومی بسیاری را در دیگر شهرهای شام ساخت. از جمله آنها:
- مدرسه تنکزیه در قدس
- دو حمام در قَیْساریّه
- یک بیمارستان در صَفَد
- بازسازی حرم بیت المقدّس
- بازسازی قلعة جَعْبَر
- حمام کنار جامع

## یادداشت
1. ↑  خاصکی: پیشخدمت خاص
2. ↑  امیر چوبانِ جلایر، به نیابت از سلطان محمد الجایتو بر این منطقه حکمرانی می کرد.